# أربوسة حليب الماعز
أربوسة حليب الماعز (الاسم العلمي: Erebus caprimulgus) هي نوع من الحشرات تتبع جنس الأربوسة من الفصيلة الأربوسية.
توجد بالجهة الشرقية بالهند، سيرلنكا، ميانمار، شبه جزيرة ماليزيا، سومطرة و بورنيو.